# Norrlands Gastronomiska Akademi
Norrlands Gastronomiska Akademi består av ledamöter och medlemmar från alla norrlandslänen. Man vill ta till vara Norrlands mattraditioner, öka kunskapen om de egna råvarornas kvalitet och stimulera försäljningen av norrländsk livsmedelsproduktion. 
Man ger även ut kokboken Matrike Norrland.